# Jure Pavlič
Jure Pavlič (Lubiana, 23 aprile 1963) è un ex ciclista su strada sloveno.
Professionista dal 1989 al 1991, è stato il primo vincitore della maglia azzurra al Giro d'Italia che dal 1989 al 2006 contraddistingueva il leader della classifica intergiro.

## Palmarès
- 1985 (dilettanti)

Classifica generale Tour de Yugoslavie
Classifica generale Putevima AVNOJ-a
Grand Prix Kranj
1ª tappa Giro d'Austria
- 1986 (dilettanti)

Classifica generale Tour de Yugoslavie
- 1988 (dilettanti)

Gran Premio Palio del Recioto
Targa d'Oro Città di Varese
2ª tappa Giro d'Austria
- 1991 (Carrera Jeans, una vittoria)

Gran Premio Carrera

### Altri successi
- 1989 (Carrera Jeans)

Classifica intergiro Giro d'Italia

## Piazzamenti

### Grandi Giri
- Tour de France

1989: 74º
1991: 134º
- Giro d'Italia

1989: 35º
1990: 27º
- Vuelta a España

1991: 54º

### Classiche monumento
- Liegi-Bastogne-Liegi

1989: 21º
1990: 75º

### Competizioni mondiali
- Campionati del mondo

Colorado Springs 1986 - In linea Dilettanti: 11º
- Giochi olimpici

Los Angeles 1984 - In linea: 42º